# Волчок, Александр Сергеевич
Александр Сергеевич Волчок (16 августа 1935 — 2013) — советский шахматист, мастер спорта СССР (1966).
Серебряный призер 16-го чемпионата СССР по переписке (1983—1986 гг.).
Бронзовый призер 14-го чемпионата Европы по переписке (1975—1981 гг.).

## Книги
- Уроки шахматной тактики. — Киев: Здоров'я, 1976.
- Стратегия атаки на короля. — Киев: Здоров'я, 1981. — 224 с.
- Тактика и стратегия шахмат. — Киев: Здоров'я, 1985. — 176 с.
- Методы шахматной борьбы. — Москва: Физкультура и спорт, 1986. — 111 с. — (Библиотечка шахматиста).
- Самоучитель-тренажер шахматиста. — Здоровье, 1991.
- Русская партия. — Москва, 1996. — 50 с.
- Секреты гроссмейстера. — 2000. — 200 с.
- Уроки шахматной тактики. — Физкультура и спорт, 2003. — 168 с.